# فلوریان کات
فلوریان کات (انگلیسی: Florian Kath؛ زادهٔ ۲۱ اکتبر ۱۹۹۴) بازیکن فوتبال اهل آلمان است.
از باشگاه‌هایی که در آن بازی کرده‌است می‌توان به باشگاه فوتبال فرایبورگ اشاره کرد.